# Paolo Montero
Paolo Ronald Montero (ur. 3 września 1971 w Montevideo) – urugwajski piłkarz, środkowy obrońca zespołu San Lorenzo i Urugwaju. Grał też na pozycji stopera. Syn Julio Montero Castillo.

## Kariera klubowa
Montero swoje pierwsze kroki jako piłkarz stawiał w CA Peñarol, w którym grał od 1990 roku przez dwa sezony i rozgrywając 34 mecze strzelił jedną bramkę. W 1992 roku przeniósł się do włoskiej Atalanty BC. Jego debiut w Serie A miał miejsce w meczu z Parmą 6 września 1992 roku. W Atalancie grał przez cztery sezony rozgrywając tam 114 spotkań strzelając tam 2 bramki. W 1996 roku przeszedł do Juventusu Turyn, z którym zdobył wiele trofeów w tym Puchar Ligi Mistrzów oraz pięć scudetto. W Juventusie zagrał dziewięć sezonów – 186 spotkań strzelając zaledwie jedną bramkę. Pod koniec swojej kariery przeniósł się do argentyńskiego San Lorenzo, gdzie w 2007 roku zakończył karierę.

Jest rekordzistą w Serie-A pod względem otrzymanych czerwonych i żółtych kartek, dzięki czemu zyskał przydomek „Terminator”.

## Kariera reprezentacyjna
Paolo Montero w reprezentacji Urugwaju zagrał 50 razy i strzelił 3 bramki. Na MŚ w 2002 roku zagrał we wszystkich spotkaniach swojej reprezentacji. Po ostatnich barażach do MŚ w 2006 roku, gdzie Urugwaj grał z Australią, Montero doznał groźnej kontuzji kolana i skończył definitywnie reprezentacyjną karierę.

## Trofea
- Puchar Interkontynentalny – 1996 (Juventus F.C.)
- Puchar Europy – 1996 (Juventus)
- Puchar Włoch – 1997 (Juventus)
- Mistrz Włoch – 1997 (Juventus)
- Mistrz Włoch – 1998 (Juventus)
- Puchar Włoch – 2002 (Juventus)
- Mistrz Włoch – 2002 (Juventus)
- Mistrz Włoch – 2003 (Juventus)

## Kluby
- 1990–1992 – CA Peñarol
- 1992–1996 – Atalanta BC
- 1997–2005 – Juventus Turyn
- 2005–2007 – San Lorenzo de Almagro